# Michael Peart
Michael Peart (3 de octubre de 1976) es un deportista británico que compitió en tiro con arco, en las modalidades de arco recurvo y arco compuesto.
Ganó dos medallas de bronce en el Campeonato Mundial de Tiro con Arco al Aire Libre, en los años 1999 y 2001, y una medalla de plata en el Campeonato Mundial de Tiro con Arco en Sala de 1999.
Además, obtuvo dos medallas de bronce en el Campeonato Europeo de Tiro con Arco al Aire Libre de 2000 y cuatro medallas en el Campeonato Europeo de Tiro con Arco en Sala entre los años 1998 y 2002.

## Palmarés internacional
| Campeonato Europeo en Sala | Campeonato Europeo en Sala | Campeonato Europeo en Sala | Campeonato Europeo en Sala |
| Año                        | Lugar                      | Medalla                    | Prueba                     |
| -------------------------- | -------------------------- | -------------------------- | -------------------------- |
| 2002                       | Ankara (Turquía)           | Medalla de bronce          | Equipo                     |

| Campeonato Mundial al Aire Libre | Campeonato Mundial al Aire Libre | Campeonato Mundial al Aire Libre | Campeonato Mundial al Aire Libre |
| Año                              | Lugar                            | Medalla                          | Prueba                           |
| -------------------------------- | -------------------------------- | -------------------------------- | -------------------------------- |
| 1999                             | Riom (Francia)                   | Medalla de bronce                | Equipo                           |
| 2001                             | Pekín (China)                    | Medalla de bronce                | Equipo                           |
| Campeonato Mundial en Sala       |                                  |                                  |                                  |
| Año                              | Lugar                            | Medalla                          | Prueba                           |
| 1999                             | La Habana (Cuba)                 | Medalla de plata                 | Equipo                           |
| Campeonato Europeo al Aire Libre |                                  |                                  |                                  |
| Año                              | Lugar                            | Medalla                          | Prueba                           |
| 2000                             | Antalya (Turquía)                | Medalla de bronce                | Individual                       |
| 2000                             | Antalya (Turquía)                | Medalla de bronce                | Equipo                           |
| Campeonato Europeo en Sala       |                                  |                                  |                                  |
| Año                              | Lugar                            | Medalla                          | Prueba                           |
| 1998                             | Oldenburgo (Alemania)            | Medalla de plata                 | Individual                       |
| 1998                             | Oldenburgo (Alemania)            | Medalla de bronce                | Equipo                           |
| 2000                             | Spała (Polonia)                  | Medalla de oro                   | Equipo                           |